# Czesław Niżankowski
Czesław Niżankowski (ur. 14 lipca 1912 w Krakowie, zm. 29 czerwca 1984) – polski lekarz i weterynarz, profesor, nauczyciel akademicki.

## Życiorys
Urodził się 14 lipca 1912 r. w Krakowie. Po ukończeniu szkoły średniej wyjechał na studia w Akademii Medycyny Weterynaryjnej i na Uniwersytecie Jana Kazimierza we Lwowie. Uzyskał dyplom z weterynarii (1937 r.) i medycyny (1943 r.). Jeszcze jako student zaczął pracę w Zakładzie Anatomii Porównawczej Akademii Medycyny Weterynaryjnej. Po wojnie w 1945 wyjechał do Wrocławia i objął stanowisko adiunkta w Katedrze Anatomii Porównawczej Uniwersytetu i Politechniki we Wrocławiu. W 1947 został przeniesiony do Zakładu Anatomii Prawidłowej Wydziału Lekarskiego Uniwersytetu i Politechniki we Wrocławiu i pracował na tym stanowisku do 1963 r. (od 1950 r. jako Akademia Medyczna we Wrocławiu).
Stopień doktora w dziedzinie medycyny weterynaryjnej uzyskał w 1946, a w 1961 habilitował się na Wydziale Lekarskim Akademii Medycznej we Wrocławiu w zakresie anatomii prawidłowej i od 1962 r. był docentem. W 1966 r. został kierownikiem Katedry Anatomii Prawidłowej (był nim do 1982 r.), a w 1969 objął posadę dyrektora Instytutu Biostruktury Akademii Medycznej we Wrocławiu, po tym jak w tym samym roku został profesorem nadzwyczajnym. W 1976 otrzymał tytuł profesora zwyczajnego.
Od 1946 prowadził pierwsze wykłady z anatomii i biomechaniki w Studium Wychowania Fizycznego. Od 1954 r. był zastępcą profesora i kierownikiem Katedry Nauk Biologicznych, a w latach 1958–1965 sprawował funkcję dziekana, po czym do 1970 rektora Wyższej Szkoły Wychowania Fizycznego. Po przejściu na emeryturę w 1982 r. nadal prowadził wykłady z anatomii.
Jego badania skupiały się na morfologii i morfogenezie człowieka, zagadnieniach budowy, kształtu i funkcji mięśni oraz zależnościach między nimi. Autor 84 publikacji. Był członkiem Wrocławskiego Towarzystwa Naukowego, Polskiego Towarzystwa Anatomicznego, Polskiego Towarzystwa Antropologicznego, Polskiego Towarzystwa Historii Medycyny, Polskiego Towarzystwa Lekarskiego oraz Polskiego Towarzystwa Przyrodników im. Kopernika.
Otrzymał Krzyż Kawalerski i Krzyż Oficerski Orderu Odrodzenia Polski, Medal Komisji Edukacji Narodowej, odznakę „Zasłużony Nauczyciel Polskiej Rzeczypospolitej Ludowej”, Złoty Krzyż Zasługi oraz Nagrodę Naukową Miasta Wrocławia. W 1983 r. otrzymał tytuł doktora honoris causa Akademii Medycznej we Wrocławiu.
Zmarł 29 czerwca 1984 r. i został pochowany na cmentarzu św. Rodziny przy ul. Smętnej we Wrocławiu.